# Bruce Gentry, Daredevil of the Skies
Bruce Gentry é um seriado estadunidense de 1949, gênero aventura, dirigido por Spencer Gordon Bennet e Thomas Carr, em 15 capítulos, estrelado por Tom Neal e Judy Clark. Foi produzido e distribuído pela Columbia Pictures, e veiculou nos cinemas estadunidenses a partir de 10 de fevereiro de 1949.
Foi o 39º entre os 57 seriados produzidos pela Columbia Pictures, e foi baseado no personagem dos quadrinhos Bruce Gentry, criado por Ray Bailey. Pode ter sido a primeira vez que apareceu nas telas um “disco voador”.

## Sinopse
Dr Benson, um amigo do piloto Bruce Gentry, é raptado por um misterioso vilão mascarado, The Recorder (que só emite ordens através de gravações), a fim de aperfeiçoar os discos voadores dos vilões. O industrial Paul Radcliffe contrata Bruce para investigar os discos, pois acha que eles podem ter um uso comercial.
Necessário para a produção dos discos voadores é um mineral chamado Platonite. A única fonte, uma abandonada mina no terreno pertencente a Juanita e Frank Farrell, esgotou-se, e The Recorder precisa roubar suprimentos do governo dos EUA.

## Elenco
- Tom Neal … Bruce Gentry, "Daredevil of the Skies"
- Judy Clark … Juanita Farrell
- Ralph Hodges … Frank Farrell
- Forrest Taylor … Dr Alexander Benson
- Hugh Prosser … Paul Radcliffe
- Tristram Coffin … Krendon
- Jack Ingram … Allen
- Terry Frost … Chandler
- Eddie Parker … Gregg
- Charles King … Ivor
- Stephen Carr … Adrian Hill
- Dale Van Sickel … Gregory, Agente do governo

## Produção
O disco voador é descrito por Harmon e Glut como "um embaraçoso e ruim desenho animado sobre as cenas de ação". Animação também aparece na resolução de um cliffhanger, no qual um Gentry animado é usado ao invés de um dublê.
Esta pode ter sido, no entanto, a primeira aparição cinematográfica de um disco voador.

## Cliffhangers
No final do capítulo catorze, Gentry dirige uma moto sobre um penhasco. Na resolução no início do capítulo quinze, Gentry é substituído por uma animação que mostra ele ter escapado à morte pelo uso de um paraquedas escondido sob o casaco.
Os cliffhangers e suas resoluções, nos capítulos 1 e 12 são quase idênticos.

## Crítica
De acordo com Harmon e Glut, Bruce Gentry foi "uma dos mais próximas tentativas de imitar os seriados da Republic, um estúdio conhecido por soberbamente encenar seqüências de ação, mas a Columbia não conseguiu os mesmos".
Cline decreve o seriado como um "bonita e boa aventura de aviação".

## Capítulos
1. The Mysterious Disc
2. The Mine of Menace
3. Fiery Furnace
4. Grande Crossing
5. Danger Trail
6. A Flight for Life
7. A Flying Disc
8. Fate Takes the Wheel
9. Hazardous Heights
10. Over the Falls
11. Gentry at Bay
12. Parachute of Peril
13. Menace of the Mesa
14. Bruce's Strategy
15. The Final Disc

Fonte: